# Texas Rangers (basebollklubb)
Texas Rangers är en professionell basebollklubb i Arlington i Texas i USA som spelar i American League, en av de två ligorna i Major League Baseball (MLB). Klubbens hemmaarena är Globe Life Field.

## Historia
Klubben grundades 1961 i Washington, D.C. under namnet Washington Senators när American League utökades med två nya klubbar (den andra var Los Angeles Angels). Klubben ersatte därmed en tidigare klubb som också hette Washington Senators, vilken samma år flyttades till Minnesota och blev Minnesota Twins. Inte heller den nya Washington-klubben kom att stanna kvar i staden. Redan 1972 flyttades klubben till Texas och bytte namn till Texas Rangers efter polismyndigheten med samma namn.
Klubben har deltagit i nio slutspel, men hade före 2010 endast vunnit en slutspelsmatch (1996). 2010 gick dock klubben hela vägen till World Series, som man förlorade mot San Francisco Giants med 1–4 i matcher. Året efter gick klubben till World Series igen, men förlorade även denna gång, nu med 3–4 i matcher mot St. Louis Cardinals efter att ha varit mycket nära att vinna med 4–2 i matcher. År 2023 vann klubben sin första World Series-titel genom att besegra Arizona Diamondbacks.
Som kuriosa kan nämnas att klubben tidigare ägts av George W. Bush.

## Hemmaarena
Hemmaarena är Globe Life Field, invigd 2020. 1994–2019 spelade man i Globe Life Park in Arlington och 1972–1993 i Arlington Stadium. Under tiden i Washington spelade man först i Griffith Stadium och sedan i RFK Stadium.
Globe Life Fields historia kan spåras till maj 2016, då Rangers nådde en överenskommelse med staden Arlington om att bygga en ny hemmaarena för klubben, vilken då planerades vara klar till 2021. Båda parter skulle bidra med 500 miljoner dollar, men stadens bidrag måste först godkännas i en folkomröstning i samband med presidentvalet 2016. Den nya arenan skulle byggas bredvid den gamla och ha ett skjutbart tak. Rangers åtog sig att stanna i arenan till åtminstone 2054. Väljarna röstade ja till förslaget i folkomröstningen och då hoppades man kunna öppna arenan redan 2020. Första spadtaget togs i september 2017. Den nya arenan skulle ha en publikkapacitet på cirka 41 000 åskådare.

## Spelartrupp

### Aktiva
| Nr | Land                    | Pos | Namn               |
| -- | ----------------------- | --- | ------------------ |
| 19 | Dominikanska republiken | P   | Dennis Santana     |
| 25 | Dominikanska republiken | P   | José Leclerc       |
| 33 | USA                     | P   | Dane Dunning       |
| 35 | Japan                   | P   | Kohei Arihara      |
| 45 | USA                     | P   | Matt Moore         |
| 46 | USA                     | P   | Brock Burke        |
| 49 | USA                     | P   | Glenn Otto         |
| 52 | USA                     | P   | Taylor Hearn       |
| 54 | Venezuela               | P   | Martín Pérez       |
| 59 | USA                     | P   | Brett Martin       |
| 60 | USA                     | P   | Dallas Keuchel     |
| 62 | USA                     | P   | A.J. Alexy         |
| 72 | Dominikanska republiken | P   | Jonathan Hernández |

| Nr | Land                    | Pos | Namn              |
| -- | ----------------------- | --- | ----------------- |
| 20 | Colombia                | C   | Meibrys Viloria   |
| 28 | USA                     | C   | Jonah Heim        |
| 2  | USA                     | INF | Marcus Semien     |
| 5  | USA                     | INF | Corey Seager      |
| 9  | USA                     | INF | Mark Mathias      |
| 11 | USA                     | INF | Charlie Culberson |
| 13 | USA                     | INF | Brad Miller       |
| 30 | USA                     | INF | Nathaniel Lowe    |
| 70 | Dominikanska republiken | INF | Ezequiel Durán    |
| 3  | Dominikanska republiken | OF  | Leody Taveras     |
| 53 | Kuba                    | OF  | Adolis García     |
| 56 | USA                     | OF  | Kole Calhoun      |
| 65 | USA                     | OF  | Bubba Thompson    |

### Skadade
| Nr | Land | Pos | Namn           |
| -- | ---- | --- | -------------- |
| 22 | USA  | P   | Jon Gray       |
| 31 | USA  | P   | Spencer Howard |
| 50 | USA  | P   | Cole Ragans    |
| 66 | USA  | P   | Josh Sborz     |

| Nr | Land | Pos | Namn         |
| -- | ---- | --- | ------------ |
| 68 | USA  | P   | Joe Barlow   |
| 18 | USA  | C   | Mitch Garver |
| 41 | USA  | OF  | Eli White    |

## Fotogalleri

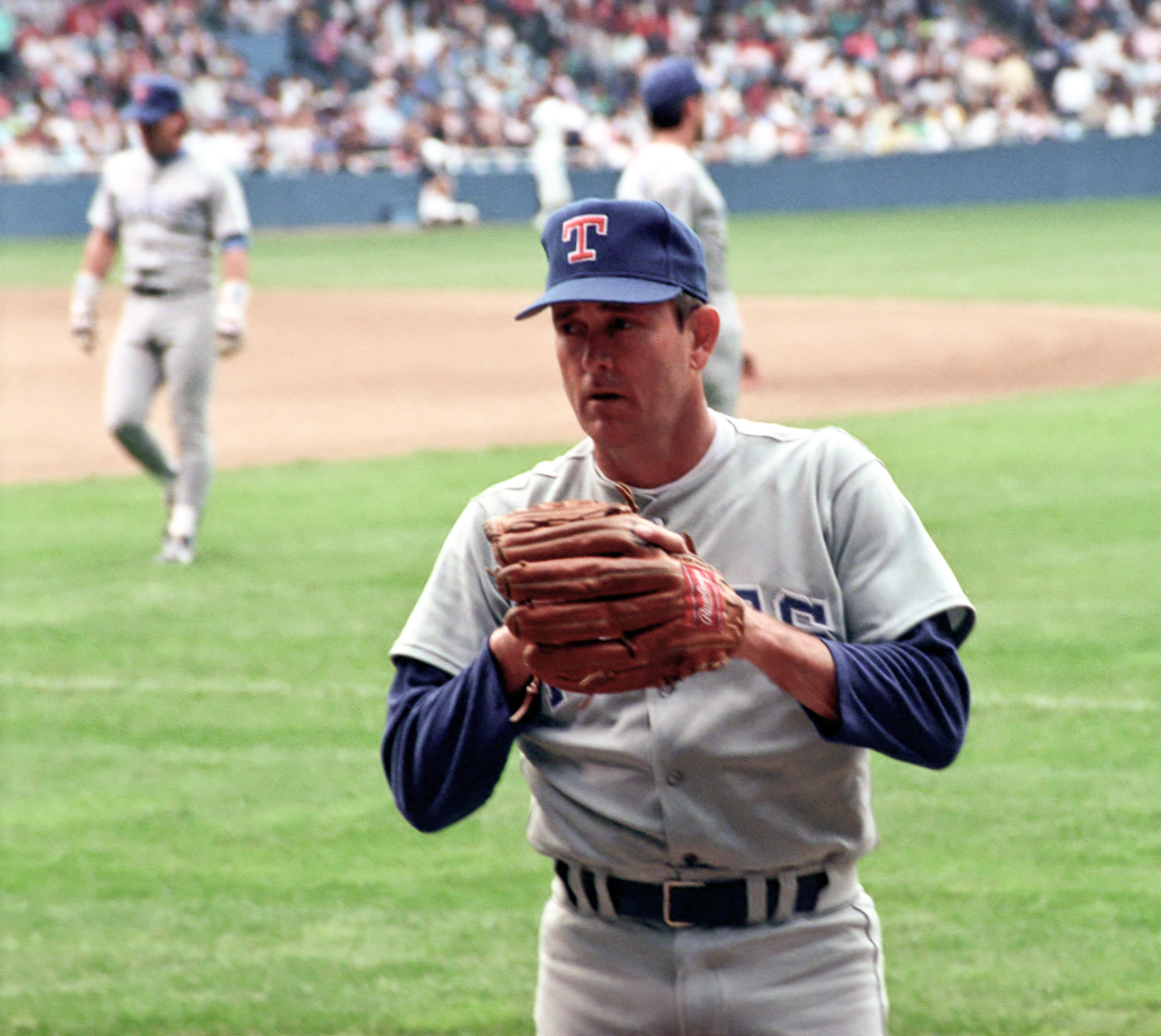
Nolan Ryan.
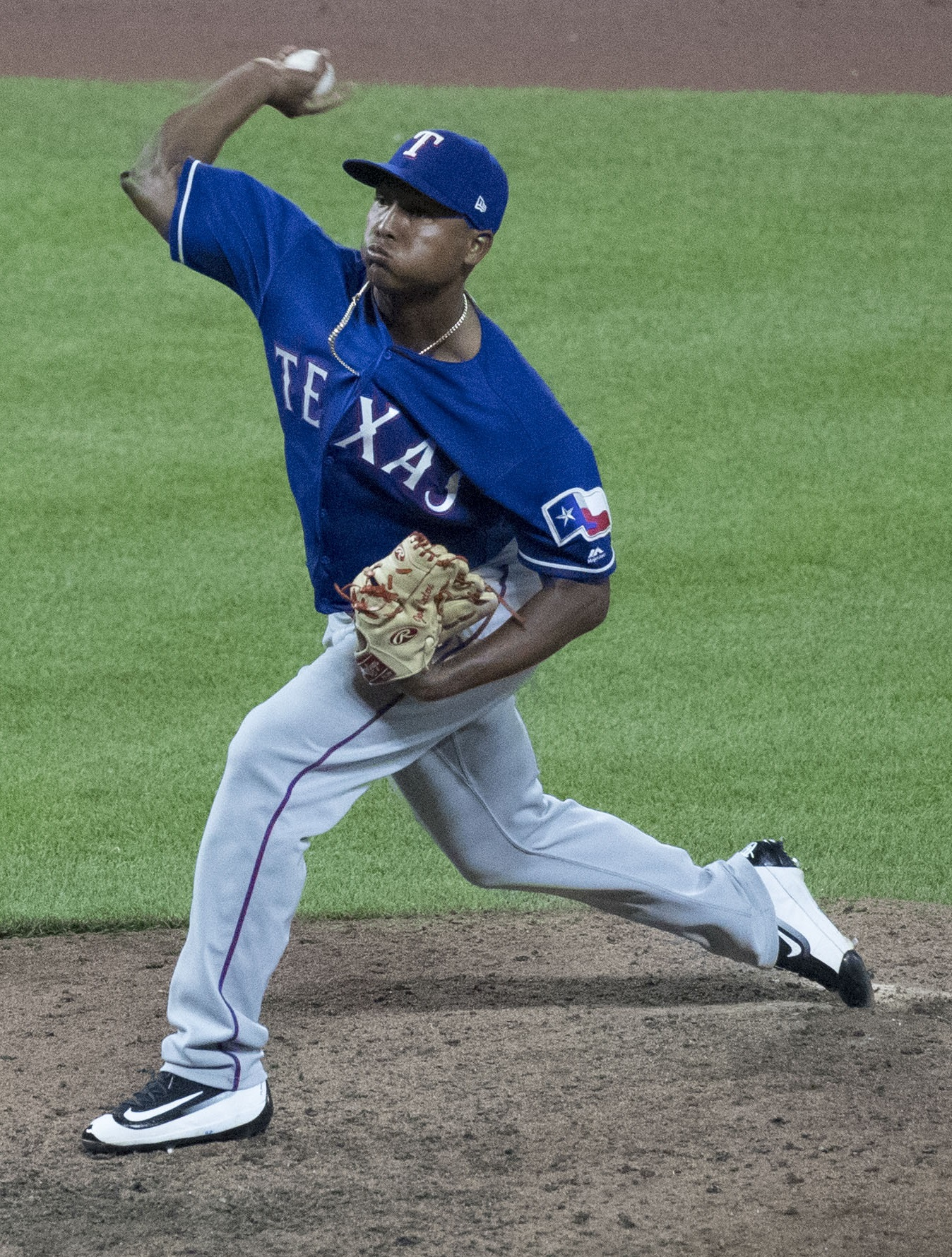
José Leclerc.
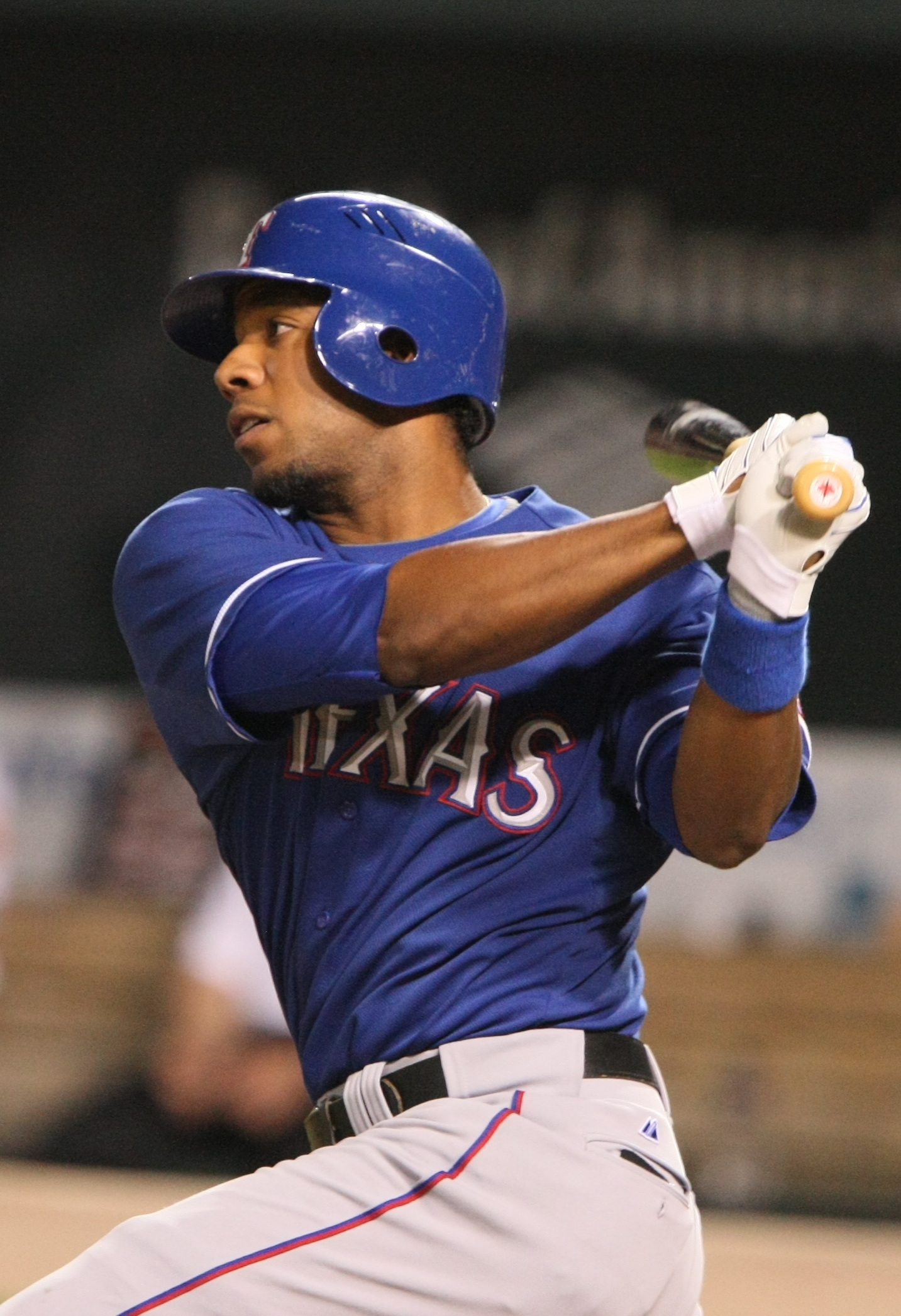
Elvis Andrus.